# Black Jack

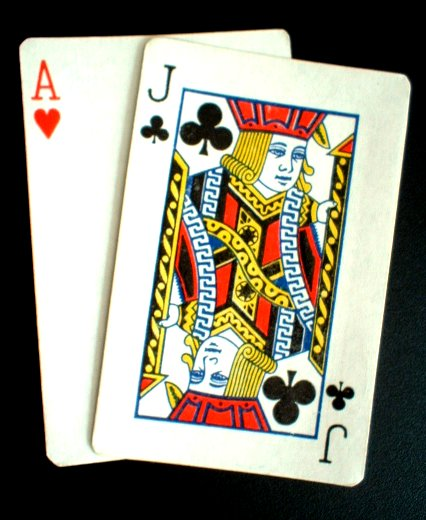
Ein Black Jack

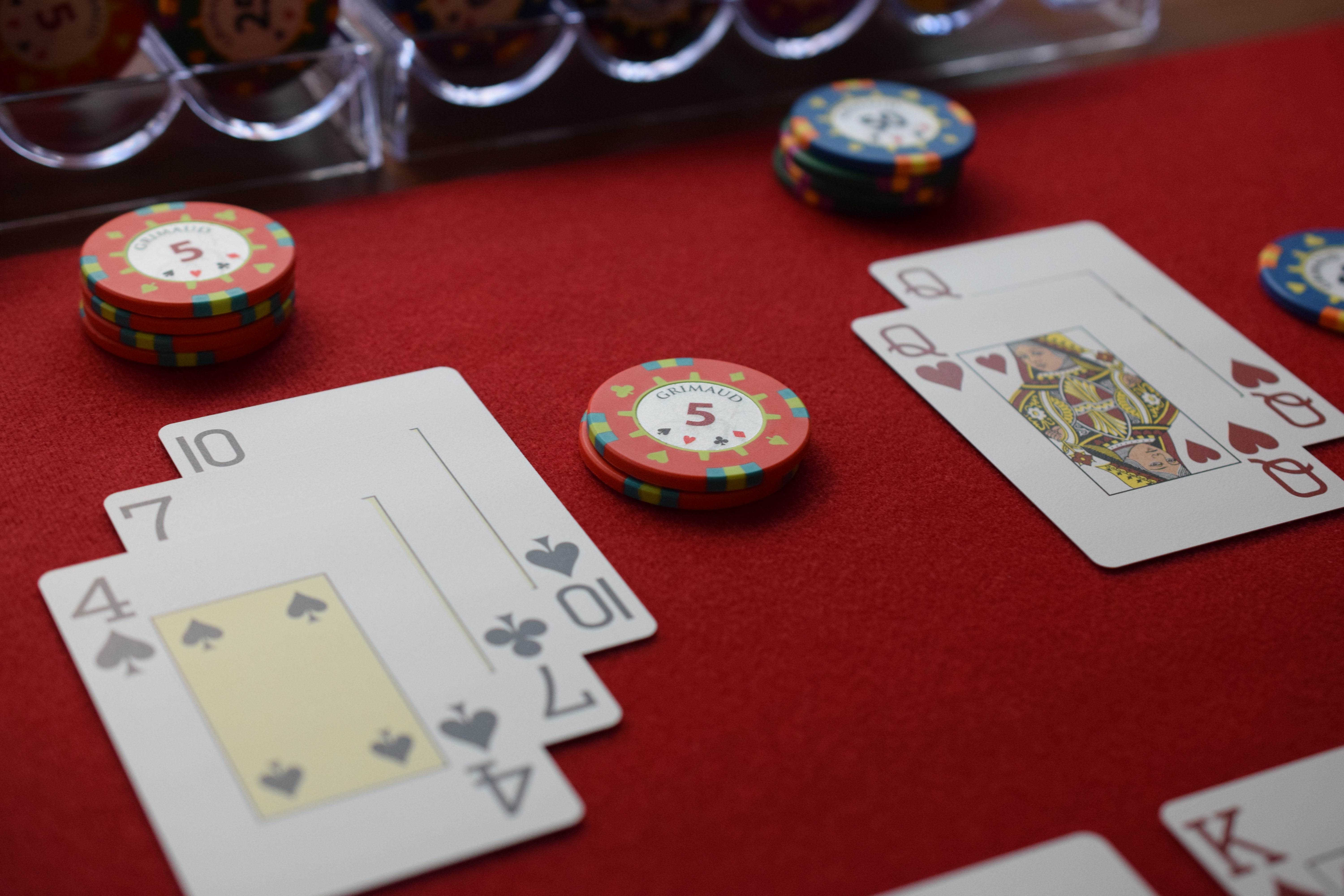
Nahaufnahme eines privaten Black-Jack-Spiels mit Spieljetons

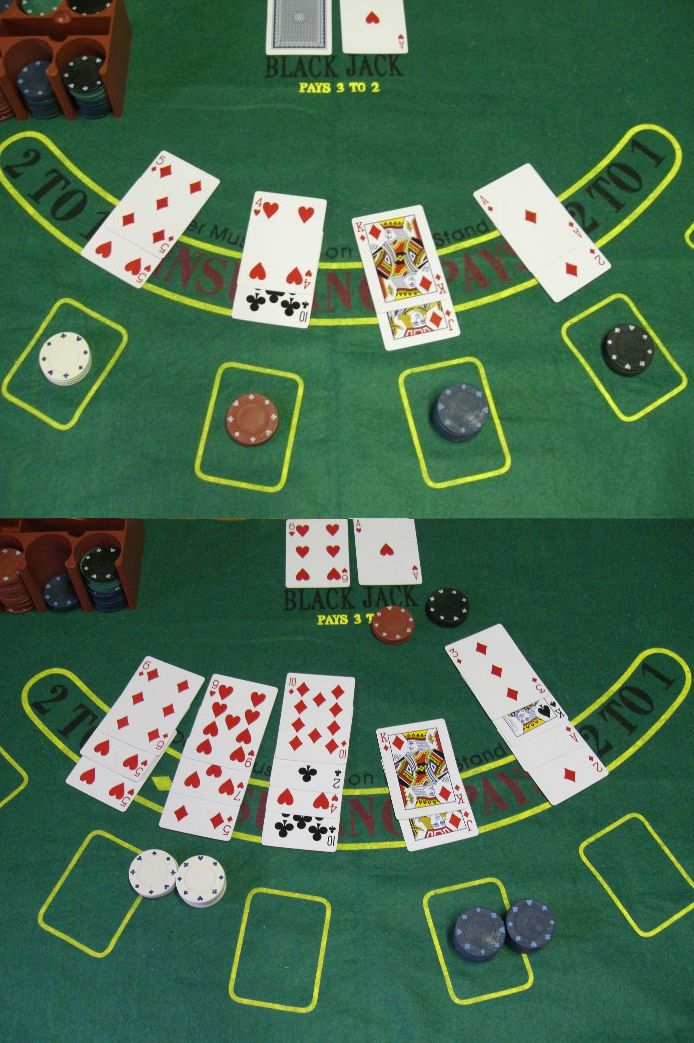
Beispiel eines Black-Jack-Spiels

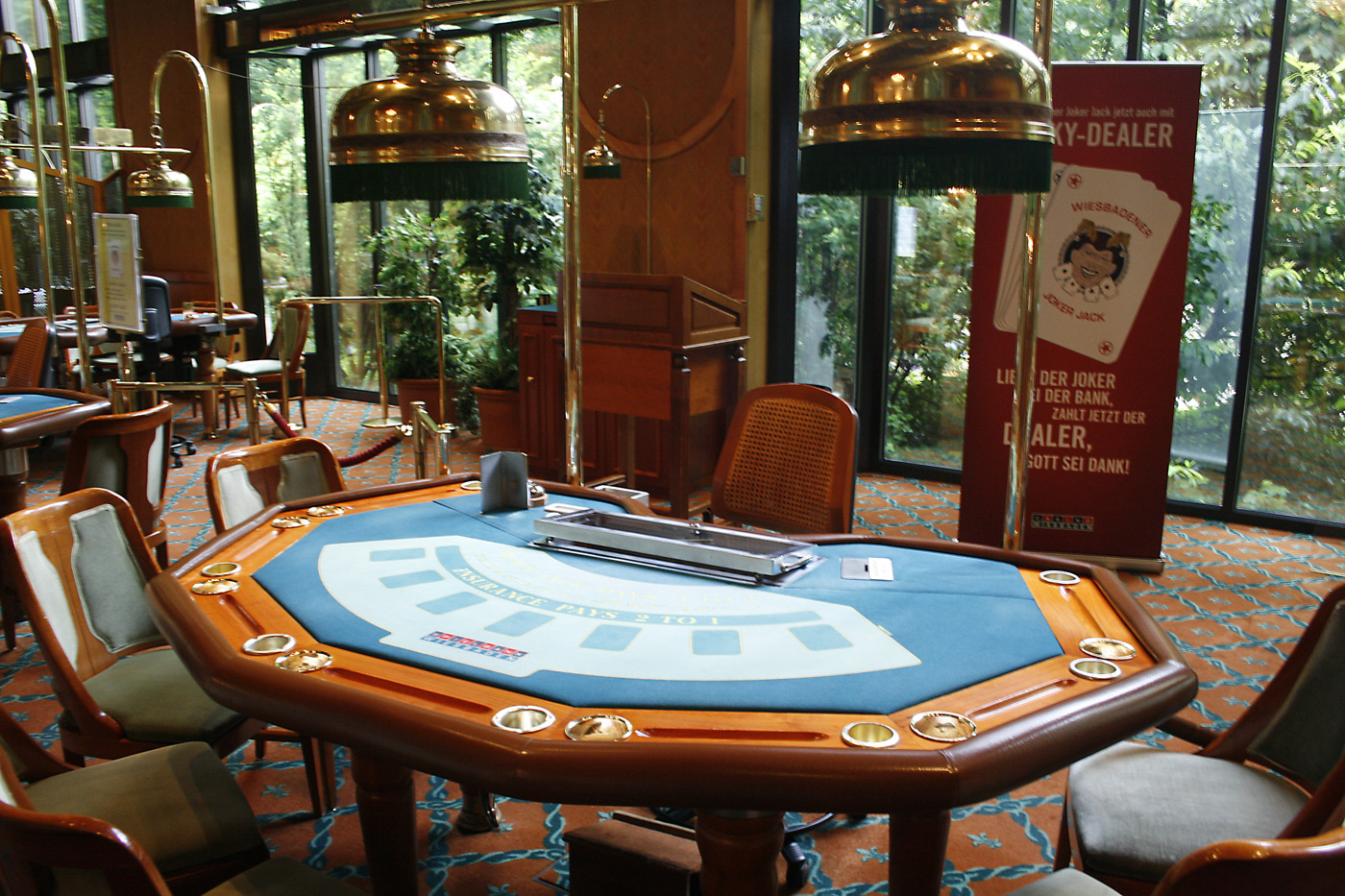
Der Spieltisch (Spielbank Wiesbaden)

Black Jack (auch Blackjack) ist das am meisten gespielte Karten-Glücksspiel, das in Spielbanken angeboten wird. Black Jack ist ein Abkömmling des französischen Vingt (et) un (dt. Einundzwanzig bzw. Siebzehn und Vier, siehe dort).

## Das Spiel
Die Regeln von Black Jack sind international nahezu einheitlich, die nachstehende Beschreibung folgt dem Reglement, das für den Spieler am günstigsten ist. Dieses Reglement gilt in den meisten deutschen Casinos sowie in der Spielbank von Monte-Carlo und den Spielbanken der Casinos Austria.

### Die Regeln

#### Allgemeines
In Casinos wird Black Jack an einem annähernd halbkreisförmigen Tisch gespielt. An der geraden Seite des Tisches sitzt der Croupier (Dealer, Bankhalter, Kartengeber). Ihm gegenüber befinden sich die Plätze für bis zu sieben Spieler (Pointeure).
Es wird mit sechs Paketen französischer Spielkarten zu 52 Blatt, also 312 Karten gespielt – die Black-Jack-Karte hat Bridge-Format und trägt extra große Indexzeichen (large index) mit den englischen Bezeichnungen K, Q und J für die Bilder.
Ziel des Spiels ist es, mit zwei oder mehr Karten näher an 21 Punkte heranzukommen als der Croupier, ohne dabei den Wert von 21 Punkten zu überschreiten.

#### Die Werte der einzelnen Karten
- Asse zählen nach Belieben ein oder elf Punkte. (Der Wert des Asses wird erst dann festgelegt, wenn der Spieler keine weitere Karte mehr kauft – dann zählt der Croupier das Ass so, wie es für den Spieler günstiger ist.)
- Zweier bis Zehner zählen entsprechend ihren Augen.
- Bildkarten (Buben, Damen, Könige) zählen zehn Punkte.

#### Spielablauf
Vor Beginn eines Spiels platzieren die Spieler ihre Einsätze auf den bezeichneten Feldern (Boxen) entsprechend den vom Casino festgesetzten Einsatzlimits.
In einer Box dürfen neben dem Boxeninhaber auch andere Spieler mitsetzen; mitsetzende Spieler haben aber kein Mitspracherecht und müssen die Entscheidungen des Boxeninhabers akzeptieren. Der Einsatz der mitsetzenden Spieler darf nur so hoch sein, dass das vom Casino festgelegte Limit pro Box nicht überschritten wird. Hat der Boxinhaber bereits den maximal möglichen Einsatz getätigt, darf somit kein Mitspieler mehr auf diese Box mitsetzen.
Sind die Einsätze getätigt, beginnt der Croupier die Karten auszuteilen. Jeder Spieler und der Croupier erhalten zuerst eine offene Karte, danach erhält jeder Spieler – nicht aber der Croupier – eine zweite offene Karte (vgl. Regel-Varianten).
Beginnend mit dem Spieler zur Linken des Croupiers kann nun jeder Teilnehmer so lange weitere Karten verlangen (hit, Karte oder carte), bis er glaubt, nahe genug an 21 Punkte herangekommen zu sein und keine weitere Karte mehr will (stand, steht oder reste). Wer jedoch mit seinen Karten den Wert 21 überschreitet (bust), hat sich überkauft und verliert sofort; die Karten und der Einsatz werden vom Croupier eingezogen.
Sind alle Spieler bedient, zieht der Croupier seine zweite Karte. Hat er 17 oder mehr Punkte, muss er stehen bleiben, hat er 16 oder weniger Punkte, muss er eine weitere Karte ziehen (Dealer must stand on 17 and must draw to 16).
Dabei gilt folgende Regel: Der Croupier muss ein Ass stets mit elf Punkten zählen, es sei denn, er würde auf diese Weise den Wert 21 überschreiten; nur dann zählt er das Ass mit einem Punkt. Hat der Croupier z. B. ein Ass und eine Sechs, muss er das Ass mit elf und die Hand mit siebzehn Punkten bewerten und darf keine weitere Karte ziehen (Dealer stands on soft 17).
Wenn der Croupier 21 Punkte überschreitet, haben alle noch im Spiel verbleibenden Teilnehmer automatisch gewonnen. Sonst gewinnen nur jene Spieler, deren Kartenwert näher an 21 Punkte heranreicht als der des Croupiers.
Hat ein Spieler gleich viele Punkte wie der Croupier, so ist das Spiel unentschieden (stand off, push, tie, égalité, en cartes), der Spieler verliert nichts, er gewinnt aber auch nichts.
Gewinnt ein Spieler, erhält er einen Gewinn in der Höhe seines Einsatzes (1 : 1, even money); in den beiden folgenden Fällen werden jedoch erhöhte Gewinne ausgeschüttet.

#### Black Jack
Nach dem Siebener-Drilling ist Black Jack, eine Kombination von 21 Punkten, bestehend aus den ersten beiden Karten – also Ass und Zehn, bzw. Ass und Bild –, das beste Resultat.
Hat ein Spieler einen Black Jack, nicht aber der Croupier, so erhält der Spieler einen 3 : 2-Gewinn ausbezahlt (Black Jack pays 3 to 2). Hat der Croupier jedoch auch einen Black Jack, ist das Spiel unentschieden.
Hat der Croupier einen Black Jack, verlieren alle noch im Spiel befindlichen Teilnehmer, ausgenommen diejenigen, die ebenfalls einen Black Jack besitzen; insbesondere verlieren auch die Spieler, die 21 Punkte, aber keinen Black Jack haben. (Hat – bei Anwendung der entsprechenden Regel – ein Spieler einen Siebener-Drilling, hat er seinen Gewinn bereits erhalten und ist aus dem Spiel.)

#### Split (Teilen)
Ein Spieler kann seine Hand teilen (split), wenn die ersten beiden Karten gleichwertig sind (z. B. zwei Sechser oder Bube und Dame); er spielt dann mit geteilter Hand mit zwei getrennten Einsätzen weiter, wobei mehrfaches Teilen (resplit) möglich ist (in deutschen Spielbanken ist das mehrfache Teilen i. d. R. nicht zulässig). Für jede geteilte Hand ist ein weiterer Einsatz in der Höhe des ursprünglichen Einsatzes zu leisten. Der Spieler erhält nun in jeder geteilten Hand beliebig viele Karten.
Ausnahme: Teilt ein Spieler zwei Asse, so erhält er auf jedes Ass nur mehr eine weitere Karte. Ist diese ein weiteres Ass, ist ein nochmaliges Teilen aber weiterhin möglich.
In einer geteilten Hand gilt die Kombination Ass und Bild bzw. Ass und Zehn jedoch nicht als Black Jack, sondern als 21 Punkte, da die Kartenkombination nicht mit den ersten beiden Karten erzielt wurde.

#### Double Down (Verdoppeln)
Ein Spieler kann, nachdem er seine ersten beiden Karten erhalten hat, seinen Einsatz verdoppeln (double). Der Wert der beiden Karten ist dabei unerheblich (Double down on any two). Verdoppelt ein Spieler, wird ihm danach noch genau eine Karte zugeteilt.
Ein Verdoppeln nach dem Teilen ist möglich (Double down on split pairs) (vgl. Regel-Varianten).
Ein mitsetzender Spieler in einer Box kann nur dann verdoppeln, wenn auch der Boxinhaber seinen Einsatz verdoppelt.

#### Surrender (Aufgeben)
Wird Surrender angeboten, kann der Spieler, nachdem er seine ersten beiden Karten erhalten hat, aufgeben. Hierbei verliert er die Hälfte seines ursprünglichen Einsatzes.
Die häufigste Version hiervon ist Late Surrender; hierbei kann der Spieler erst aufgeben, wenn der Dealer seine Hand auf einen Black Jack geprüft hat. Hat der Dealer einen Black Jack, dann ist kein Aufgeben mehr möglich und der Spieler verliert seinen vollen Einsatz. Bei Early Surrender ist Aufgeben auch gegen einen potentiellen Black Jack des Gegners möglich. Diese Variante ist erheblich seltener.

### Regel-Varianten
Viele Casinos schränken die Wahlmöglichkeiten der Spieler unterschiedlich stark ein. Hierdurch kann sich der Bankvorteil in beide Richtungen erheblich verändern. Es gibt bei Black Jack sehr viele dieser „Hausregeln“; die nachfolgende Tabelle zeigt eine Auswahl davon. Die jeweils verbreitetere Variante ist fett gedruckt:
| Regel                                        | Günstigere Variante                                          | Ungünstigere Variante                       | Unterschied Bankvorteil (Prozentpunkte)                                                                                       | Erklärung |
| -------------------------------------------- | ------------------------------------------------------------ | ------------------------------------------- | --- | --- |
| Auszahlungsquote für Black Jack              | Auszahlung 3:2                                               | Auszahlung 6:5                              | (jeweils gegenüber 3:2) 0,45 (7:5) 1,39 (6:5) 2,27 (1:1)                                                                      | 6:5 ist mittlerweile u. a. in fast allen Casinos auf dem Las Vegas Strip üblich. Häufig wird diese verminderte Auszahlung auch an Single-Deck-Tischen eingesetzt, wodurch der Vorteil des einzelnen Decks (siehe unten) mehr als kompensiert wird. Bei Black Jack Party (Casinos Austria, Bregenz) ist die Auszahlungsquote ebenfalls 6:5, ein Black Jack aus zwei Pik-Karten gewinnt jedoch 5:1. Die Auswirkung auf den Bankvorteil ist in etwa vergleichbar mit der bei Auszahlung 7:5. |
| Regel für Dealer bei Soft 17                 | Dealer bleibt stehen ("Dealer must stand on all 17s")        | Dealer zieht ("Dealer must hit Soft 17")    | 0,22 | Die zweite Variante ist vor allem in Amerika gebräuchlich. |
| Bank prüft Black Jack sofort                 | Ja (USA)                                                     | Nein (Europa)                               | 0,01 (BB+1) 0,03 (OBBO) 0,10 (No-peek bei 10) 0,11 (No-peek)                                                                  | Siehe Anmerkungen am Fuß der Tabelle. Angaben zu Bankvorteilen im Vergleich zur amerikanischen Variante. |
| Siebener-Drilling                            | Ja                                                           | Nein                                        | 0,03 (2:1) 0,05 (3:1) | Diese Regel wird vor allem im deutschsprachigen Raum (insbesondere in Österreich) noch gelegentlich angewendet. Ein Spieler, der drei 7er hält, gewinnt automatisch 2:1 oder 3:1 (oder erhält in irgendeiner Form einen Bonus), auch gegen einen Black Jack des Dealers. Auch in anderen dem Black Jack verwandten Spielen werden gelegentlich derartige Boni vergeben, etwa in Pontoon und Spanish 21. In einer geteilten Hand kann der Bonus in der Regel nicht kassiert werden. |
| Mehrfaches Teilen (Resplit)                  | Erlaubt                                                      | Nicht erlaubt                               | 0,01 (Resplit nur bis 3 Hände) 0,10 (keine Resplits, 2 Hände)                                                                 | In der Regel sind drei Splits erlaubt, man kann eine Hand also in bis zu 4 Hände teilen. Die Werte gelten im Vergleich zu dieser Regel. |
| Teilen zweier Asse                           | Keine Einschränkungen                                        | Keine Resplits bei Assen                    | 0,08 (keine Resplits) 0,26 (keinerlei Splits bei Assen)                                                                       | Die Regel, dass zwei Asse nur einmal geteilt werden dürfen und ein Resplit, falls ein weiteres Ass erhalten wird, nicht möglich ist, ist verbreitet. Nur wenige Casinos verbieten das Teilen zweier Asse ganz. Die Auswirkungen auf den Bankvorteil sind signifikant, da Asse laut optimaler Strategie – abhängig von den gültigen Regeln – (fast) immer geteilt werden sollten. |
| Verdoppeln einer geteilten Hand              | Erlaubt                                                      | Nicht erlaubt                               | 0,14 | In den meisten Fällen ist es erlaubt, in durch Splits erhaltenen Händen zu verdoppeln. Unter der Annahme, dass drei Splits erlaubt sind (vier Hände), könnte ein Spieler in einer Austeilung bis zu acht Einsätze platzieren (falls alle Hände verdoppelt werden). |
| Hände, bei denen Verdoppeln möglich ist      | Alle Hände                                                   | Nur 9, 10 und 11 Punkte                     | 0,09 (Double nur bei 9-11) 0,18 (Double nur bei 10-11)                                                                        | Es gibt viele günstige "Soft hand doubles" – siehe Abschnitt "Strategie" |
| Double Down Rescue                           | Erlaubt                                                      | Nicht erlaubt                               | 0,10 | Diese Regel erlaubt es, nach dem Verdoppeln einer Hand aufzugeben, wobei man die Hälfte des Einsatzes – also eine der beiden Einheiten – verliert, die andere jedoch zurückerhält. Hierdurch wird verhindert, dass beide Einheiten verloren werden, falls die beim Verdoppeln erhaltene Karte schlecht ist. Die Regel wird vor allem beim Black Jack-Abkömmling Spanish 21 angewendet. |
| Aufgeben (Surrender)                         | Erlaubt (meist: Late Surrender gegen jede Karte des Dealers) | Nicht erlaubt                               | ≈ 0,07 (Late Surrender, nicht gegen Ass) 0,07 (Late Surrender) 0,24 (Early Surrender, nicht gegen Ass) 0,63 (Early Surrender) | Early Surrender ist selten und erlaubt das Aufgeben, bevor der Dealer einen potentiellen Black Jack prüft. Somit würde man selbst gegen einen Black Jack nur einen halben Einsatz verlieren. Wesentlich häufiger ist Late Surrender. Hier ist Aufgeben nur möglich, wenn der Dealer keinen Black Jack hat. Einige Casinos erlauben Late Surrender nicht gegen ein Ass des Dealers. Der Unterschied hinsichtlich des Bankvorteils liegt jedoch bei weniger als 0,01 Prozentpunkten – es gibt zwar Hände, für die Aufgeben gegen ein Ass optimal ist, jedoch unterscheidet sich der Erwartungswert für Surrender bei diesen nur minimal von dem eines anderen Spielzuges. |
| Weitere Karten nach Splitten zweier Asse     | Ziehen weiterer Karten erlaubt                               | Spieler erhält nur eine Karte zu jedem Ass  | 0,19 | Teilt ein Spieler zwei Asse, erhält er an den meisten Tischen zu jedem Ass nur eine weitere Karte. Ziehen weiterer Karten oder Verdoppeln ist somit nicht möglich. Ein erneutes Teilen (Resplit), falls der Spieler ein weiteres Ass erhält, ist durch diese Regel nicht per se verboten; jedoch schränken einige Casinos das mehrfache Teilen von Assen zusätzlich ein (siehe oben). |
| 5 Card Charlie (auch: Fünfkartentrick)       | Ja                                                           | Nein                                        | 1,46 (5 Card Charlie) 0,16 (6 Card Charlie) 0,01 (7 Card Charlie)                                                             | Hält ein Spieler fünf Karten, ohne 21 zu überschreiten, gewinnt er automatisch, ausgenommen der Dealer hält einen Black Jack. Die Regel ist nur noch selten anzutreffen, und wenn, wird der Nutzen durch andere Einschränkungen meist (über)kompensiert. Standardmäßig angewendet wird der 5 Card Charlie beim verwandten Spiel Pontoon, wo er sogar im Verhältnis 2:1 gewinnt. Es gibt auch Varianten, bei denen erst sechs oder sieben Karten als Charlie gelten. Einen 5 Card Charlie erreicht man bei optimaler Spielstrategie in etwa einer von 50 Händen. Die Chance auf einen 6 Card Charlie liegt bei etwa 1:400 und auf einen 7 Card Charlie bei etwa 1:4600.  |
| Auszahlung 2:1 für 21 mit 5 oder mehr Karten | Ja                                                           | Nein                                        | 0,24 | Anwendung etwa bei Spanish 21. Hier gibt es häufig auch gestaffelte Auszahlungen für 21 Augen mit fünf, sechs oder sieben Karten. |
| Push-22                                      | Nein                                                         | Ja                                          | 6,91 | Wird mit Push-22 gespielt und der Dealer überkauft sich mit 22 Augen, so erhalten alle verbleibenden Hände (ausgenommen Black Jacks und bereits überkaufte Hände) nur ihren Einsatz zurück, gewinnen aber nichts (wie bei Unentschieden). Diese Regel wird z. B. in Bregenz an den Tischen mit 2,50 € Minimum (unter dem Namen Black Jack Party) angewendet. Ansonsten ist sie im gewöhnlichen Black Jack eher unüblich, findet jedoch Anwendung bei einigen Varianten, insbesondere Black Jack Switch und Black Jack Free Bet. |
| Anzahl verwendeter Kartendecks               | Weniger Decks                                                | Mehr Decks (im Casino meist 6 oder 8 Decks) | (jeweils im Vergleich zu 8 Decks) 0,02 (6 Decks) 0,03 (5 Decks) 0,06 (4 Decks) 0,19 (2 Decks) 0,48 (1 Deck)                   | Je weniger Pakete verwendet werden, desto größer ist der Einfluss einzelner Karten auf die Zusammensetzung des restlichen Kartenpakets, so beträgt die Wahrscheinlichkeit für einen Black Jack bei Verwendung von nur einem Paket 4,83 %, bei Verwendung von acht Paketen aber nur noch 4,75 %. Darüber hinaus erleichtert die Verwendung von weniger Paketen das Kartenzählen. |

Anmerkung: Regelvariante: Bank prüft Black Jack sofort: In den USA erhält der Croupier in der Regel seine zweite Karte unmittelbar nachdem alle Spieler ihre ersten beiden Karten erhalten haben – also nicht erst, nachdem alle Spieler sich erklärt haben und bedient sind. In diesem Fall wird die zweite Karte des Croupiers allerdings verdeckt gegeben und erst dann umgedreht, wenn der letzte Spieler bedient ist. Zeigt die erste Karte des Croupiers ein Ass oder eine Karte mit dem Wert zehn, prüft dieser, ob er einen Black Jack hat – dieses Verfahren hat für den Spieler den Vorteil, dass er bei einem Black Jack des Dealers in jedem Fall nur den einfachen Einsatz verliert und nicht den durch Teilen oder Verdoppeln erhöhten Einsatz. Dieser Unterschied ist jedoch praktisch völlig unerheblich, da man als Spieler ohnedies nur in wenigen Ausnahmefällen verdoppeln bzw. teilen sollte, falls der Dealer als erste Karte ein Ass oder eine Karte vom Wert zehn besitzt.
In Europa ist es hingegen üblich, dass der Dealer keine zweite Karte zieht bzw. diese nicht anschaut, bis alle Spieler ihre Züge beendet haben (auch bekannt als "No-peek" oder "European no hole card"). Teilt und/oder verdoppelt ein Spieler hier, riskiert er jeden dieser Einsätze zu verlieren.
In einigen Casinos (z. B. in Australien) gibt es auch Mischformen. Bei der Regelvariante OBBO (Original and Busted Bets Only) verliert ein Spieler bei einem Black Jack des Dealers nur den ursprünglichen Einsatz jeder Hand (inklusive geteilte Hände), in verdoppelten Händen jedoch nur einen Einsatz, solange die Hand nicht überkauft ist. Bei "Busted Bets +1" (BB+1) wiederum verliert der Spieler gegen einen Black Jack des Dealers nur die überkauften Hände, plus eine Einheit aus den nicht überkauften Händen.
Beispiel: Ein Spieler erhält zwei 8er, erhält beim Splitten in einer der Hände erneut eine 8 und kommt insgesamt auf drei Hände. Eine der Hände wird überkauft, in der zweiten bleibt er mit 18 stehen, in der dritten Hand erhält er 11 Augen (8+3) und verdoppelt. Er platziert somit insgesamt vier Einsätze. Bei einem Black Jack des Dealers würde der Spieler nun folgende Einsätze verlieren:
- Amerikanische Variante (Dealer prüft Black Jack sofort): eine Einheit (da es gar nicht zu einem Split kommt),
- BB+1: zwei Einheiten,
- OBBO: drei Einheiten,
- Europäische Variante (No-peek): alle vier Einheiten

Ebenso gibt es vereinzelt die Variante, bei welcher der Dealer einen möglichen Black Jack nur aufdeckt, wenn die sichtbare Karte das Ass ist, nicht jedoch wenn die 10 sichtbar ist. Im oben genannten Beispiel würde der Spieler gegen ein Ass des Dealers nur seinen ursprünglichen Einsatz verlieren, gegen eine 10 jedoch alle vier Einsätze.

### Nebenwetten
Neben dem eigentlichen Spiel werden häufig Nebenwetten unterschiedlicher Art angeboten. Ihr Bankvorteil ist i. d. R. erheblich höher als der des Hauptspiels. Einige der gebräuchlichsten Nebenwetten sind:

#### Insurance (Versicherung gegen Black Jack des Croupiers)
Hat der Croupier als erste Karte ein Ass, können sich die Spieler gegen einen Black Jack des Croupiers versichern, indem sie einen Einsatz in der gewünschten Höhe (die Versicherungsprämie) auf die Insurance line setzen. Zieht der Croupier als zweite Karte eine Zehn oder eine Bildkarte, hat er also einen Black Jack, wird die Prämie im Verhältnis 2 : 1 ausbezahlt (Insurance pays 2 to 1). Bekommt der Croupier jedoch keinen Black Jack, wird die Prämie eingezogen.
Hat ein Spieler einen Black Jack und der Croupier als erste Karte ein Ass, so kann sich der Spieler einen 1 : 1-Gewinn auszahlen lassen und das Spiel beenden. Das entspricht gerade dem Abschluss einer Versicherung, wobei der Spieler die Hälfte seines ursprünglichen Einsatzes auf die Insurance line platziert.
Die Versicherung gegen einen Black Jack des Croupiers ist im Grunde eine Nebenwette, der Bankvorteil beträgt bei der Insurance etwa. 1/13 (rund  7,7 %).

#### Bust
In vielen Spielbanken kann ein Spieler vor Beginn der Kartenausgabe darauf wetten, dass sich der Dealer in dieser Runde überkauft (Dealer busts oder kurz Bust).
Sollte der Dealer 22 oder mehr Augen erhalten und sich somit überkaufen, was mit einer Wahrscheinlichkeit von 28,16 % geschieht – also im Mittel in etwas weniger als zwei von sieben Fällen –, wird diese Nebenwette im Verhältnis 5 : 2 ausbezahlt, andernfalls wird der Einsatz auf diese Wette eingezogen. Der Bankvorteil bei dieser Wettart beträgt 1,44 %.

#### Lucky Lucky
Lucky Lucky ist eine Nebenwette, für die die ersten drei Karten (die beiden Startkarten des Spielers und die sichtbare Karte des Dealers) relevant sind. Sie gewinnt, wenn die Summe dieser drei Karten 19, 20 oder 21 beträgt.
Höhere Gewinne gibt es zudem für 21 Augen in Form von 6, 7 und 8 (Reihenfolge egal) oder eines Siebener-Drillings, sowie 21 Augen mit drei gleichfarbigen Karten. Für einen 7er-Drilling in einer Farbe werden natürlich mindestens drei Kartendecks benötigt.
Es gibt mehrere Varianten von Lucky Lucky, die sich hinsichtlich der Auszahlungsquoten der einzelnen Kategorien unterscheiden. Ein gebräucher Maßstab für die Auszahlung ist:
| Gewinnkombination        | Auszahlung |
| ------------------------ | ---------- |
| 7-7-7 (gleiche Farbe)    | 200:1      |
| 6-7-8 (gleiche Farbe)    | 100:1      |
| 7-7-7                    | 50:1       |
| 6-7-8                    | 30:1       |
| 21 Augen (gleiche Farbe) | 15:1       |
| 21 Augen                 | 3:1        |
| 20 Augen                 | 2:1        |
| 19 Augen                 | 2:1        |

Der Bankvorteil der Lucky Lucky-Wette beträgt bei Verwendung von 6 Decks und der gegebenen Auszahlungstabelle etwa 2,66 %.

## Analyse

### Die Vorteile der Spieler
Mehrere Asymmetrien in den Regeln des Black Jack bevorteilen die Spieler:
- Hat ein Spieler einen Black Jack, gewinnt er im Verhältnis 3 : 2; hat jedoch der Croupier einen Black Jack, gewinnt er nur im Verhältnis 1 : 1 (der Spieler verliert nur seinen Einsatz, er muss nichts „nachschießen“).
- Die Spieler können selbst entscheiden, ob sie weitere Karten verlangen und wie sie Asse bewerten wollen – sie können diese Entscheidungen abhängig von der ersten Karte des Croupiers treffen. Der Croupier ist in seiner Spielweise an starre Regeln gebunden, unabhängig davon, welche Karten die Spieler haben. Selbst wenn alle verbliebenen Spieler mehr Punkte aufweisen als der Dealer, darf er bei 17 oder mehr eigenen Punkten nicht mehr ziehen und verliert gegen alle.
- Die Spieler können bei einem vielversprechenden Blatt den Einsatz vor dem Kartenkauf verdoppeln und damit die Spielbank zwingen, das Spiel in einer für den Spieler günstigen Situation mit dem doppelten Einsatz fortzusetzen.
- Die Spieler können zwei gleichwertige Karten teilen und dadurch mit zwei Händen mit aussichtsreicher erster Karte gegen die Spielbank spielen.

### Der Vorteil der Spielbank
Diesen Vorteilen steht ein – nicht sofort offensichtlicher – Vorteil der Spielbank gegenüber: Wenn ein Spieler 21 Punkte überschreitet, verliert er seinen Einsatz sofort. Wenn nun in demselben Spiel der Croupier ebenfalls die 21 Punkte überschreitet, bleibt das Spiel für den Spieler dennoch verloren und gilt nicht als unentschieden, er erhält seinen Einsatz nicht zurück.
Dieser Vorteil überkompensiert alle Vorteile der Spieler und resultiert im Bankvorteil, der mathematisch dem Erwartungswert für die Einnahme der Spielbank pro gesetztem Betrag entspricht. Beim Black Jack hängt dieser Wert von der gewählten Spielstrategie ab.

### Mathematische Analyse
Die erste mathematische Analyse des Black Jack wurde 1956 veröffentlicht. Dabei wurde eine optimale Strategie für den Spieler unter der Annahme berechnet, dass mit unendlich vielen Paketen gespielt wird, d. h., dass etwa die Wahrscheinlichkeit, als nächste Karte z. B. ein Ass zu ziehen, stets 1/13 beträgt – unabhängig davon, wie viele Asse und wie viele Karten bereits aus dem Schlitten gezogen worden sind. Die so erzielten Ergebnisse stellen eine gute Näherung dar für das reale Spiel mit 312 Karten.
Wenn ein Spieler eine Runde mit einem Einsatz von 100 € beginnt und er sich in jeder Situation im Sinne der Wahrscheinlichkeitsrechnung optimal entscheidet, so steigert er – infolge der Möglichkeiten zu teilen bzw. zu verdoppeln – seinen Einsatz im Mittel auf 111,67 € und verliert im Mittel 0,53 € je Spiel.
Der Bankvorteil des Spiels ist im Vergleich zu anderen Casinospielen sehr gering:
- Bankvorteil bei europäischen Regeln (6 Decks, Dealer bleibt bei Soft-17 stehen, European no hole card/No-peek): 0,451 %
- Bankvorteil bei amerikanischen Regeln (6 Decks, Dealer zieht bei Soft-17, Dealer prüft Black Jack sofort): 0,548 %[6]

Zum Vergleich: Der Bankvorteil bei den einfachen Chancen des Roulette beträgt 1,35 %, bei den mehrfachen Chancen 2,70 %.

## Strategie

### Basic strategy
Hält sich der Spieler an die folgenden – als Basic strategy bekannten – Regeln, so minimiert er den Bankvorteil.
Die hier angegebene Strategie ist optimal bezüglich des obigen Reglements, so wie es in den europäischen Spielbanken üblich ist. Regel-Abweichungen bedingen auch Änderungen der optimalen Strategie.

#### Draw or stand

##### Hard hands
Als Hard hand bezeichnet man alle Kombinationen ohne Ass sowie eine Hand mit einem Ass, wenn dieses mit einem Punkt gezählt wird. So ist z. B. die Kombination A-5-7 eine Hard 13.
- Hält der Dealer ein Ass, 10, 9, 8 oder 7, soll man bei einer Hard 16 kaufen und bei einer Hard 17 stehenbleiben.
- Hält der Dealer eine 6, 5 oder 4, soll man bei einer Hard 11 kaufen, aber bei einer Hard 12 oder höher stehenbleiben.
- Hält der Dealer eine 3 oder 2, soll man bei einer Hard 12 kaufen, aber bei einer Hard 13 oder höher stehenbleiben.

##### Soft hands
Eine Soft hand ist eine Hand mit einem Ass, das mit elf Punkten bewertet wird. So kann z. B. eine Hand aus Ass und Sechs als 17 Punkte gezählt werden.
- Bei einer Soft hand mit 19 oder 20 Punkten soll man niemals kaufen.
- Mit einer Soft 18 bestehend aus drei oder mehr Karten soll man nur dann kaufen, wenn der Dealer eine 9, 10 oder Ass hält.
- Mit einer Soft 17 oder weniger bestehend aus drei oder mehr Karten soll man immer kaufen.

Anmerkung: Wird eine Soft hand aus nur zwei Karten gebildet ist möglicherweise auch eine Verdopplung sinnvoll. Die entsprechenden Regeln finden sich im folgenden Abschnitt (Soft hand doubles).

#### Doubles

##### Soft hand doubles
- Eine Hand von A-2 (soft 13) soll nur gegen eine 6 verdoppelt werden, in allen anderen Fällen soll der Spieler kaufen.
- Eine Hand von A-3 (soft 14) oder A-4 (soft 15) soll gegen eine 6 oder 5 verdoppelt werden, in allen anderen Fällen soll der Spieler kaufen.
- Eine Hand von A-5 (soft 16) soll gegen eine 6, 5 oder 4 verdoppelt werden, in allen anderen Fällen soll der Spieler kaufen.
- Eine Hand von A-6 (soft 17) soll gegen eine 6, 5, 4 oder 3 verdoppelt werden, in allen anderen Fällen soll der Spieler kaufen.
- Eine Hand von A-7 (soft 18) soll gegen eine 6, 5, 4 oder 3 verdoppelt werden; der Spieler soll gegen eine 2, 7 oder 8 stehenbleiben und gegen eine 9, 10 oder Ass kaufen.
- Mit einer Hand von A-8, A-9 oder A-10 (Black Jack) soll man niemals verdoppeln, sondern stets stehenbleiben (siehe oben).

Für eine Hand mit zwei Assen (soft 12) siehe Splits.
Anmerkung: Entsprechend dem in amerikanischen Casinos üblichen Reglement, dass der Croupier sein Blatt unmittelbar auf Black Jack überprüft, gelten folgende Abweichungen:
- A-2 (soft 13) soll auch gegen eine 5 verdoppelt werden.
- A-4 (soft 15) soll auch gegen eine 4 verdoppelt werden.

Falls der Dealer bei Soft-17 zieht, gilt zusätzlich:
- A-7 (soft 18) soll auch gegen eine 2 verdoppelt werden.
- A-8 (soft 19) soll gegen eine 6 verdoppelt werden.

##### Hard hand doubles
- Eine Hard hand von 8 oder weniger Punkten soll man niemals verdoppeln.
- Eine Hand von 9 Punkten (ohne Ass) bestehend aus zwei Karten soll man nur dann verdoppeln, wenn der Dealer eine 6, 5, 4 oder 3 hält.
- Eine Hand von 10 oder 11 Punkten (ohne Ass) bestehend aus zwei Karten soll man stets verdoppeln, ausgenommen der Dealer hält 10 oder A.
- Eine Hard hand mit 12 oder mehr Punkten soll man niemals verdoppeln.

Anmerkung: Prüft der Dealer einen potentiellen Black Jack direkt (amerikanische Variante), sollen 11 Augen immer (auch gegen 10 oder Ass) verdoppelt werden.

#### Splits
- Zwei Asse soll man immer teilen, ausgenommen der Dealer hat ein Ass – in diesem Fall wertet man die Hand als soft 12 und verlangt eine weitere Karte.
- Zweier, Dreier und Siebener soll man nur dann teilen, wenn der Dealer eine 2, 3, 4, 5, 6 oder 7 hält.
- Zwei Vierer soll man nur dann teilen, wenn der Dealer eine 5 oder 6 hält.
- Fünfer und Zehner soll man niemals teilen. Mit zwei Fünfern wird man in der Regel verdoppeln (ausgenommen gegen 10 oder Ass; hier nur weitere Karte verlangen) und mit zwei Zehnern immer stehen bleiben.
- Zwei Sechser soll man nur dann teilen, wenn der Dealer eine 2, 3, 4, 5 oder 6 hält.
- Zwei Achter soll man immer teilen, ausgenommen der Dealer hat 10 oder Ass.
- Zwei Neuner soll man immer teilen, ausgenommen der Dealer hat eine 7, 10 oder Ass.

Anmerkung: Bei der amerikanischen Variante (Bank prüft Black Jack direkt) sollten 8er und Asse immer gesplittet werden. (Wird mit Surrender gespielt, sollten zwei 8er gegen ein Ass stattdessen aufgegeben werden)

#### Surrender (falls angeboten)
- Hält der Dealer eine 9, so soll man mit Hard 16 (nicht in Form von 88) aufgeben.
- Hält der Dealer eine 10, so soll man mit Hard 14-16 (auch 77, 88) aufgeben.
- Hält der Dealer ein Ass, so soll man mit Hard 5-7 sowie Hard 12-17 (inkl. Paare) aufgeben.

Anmerkung: Bei der amerikanischen Variante (Bank prüft Black Jack direkt) sollen gegen eine 10 nur 15-16 (nicht 88) und gegen ein Ass nur 15-17 (auch 88) aufgegeben werden.

#### Insurance (Versicherung)
Es ist nicht sinnvoll, sich gegen einen Black Jack des Croupiers zu versichern bzw., falls der Croupier als erste Karte ein Ass hält, sich einen Black Jack zum Verhältnis 1 : 1 auszahlen zu lassen.

#### Bust
Die Nebenwette Bust, dass der Croupier sich überkauft, ist bei weitem nachteiliger als das eigentliche Spiel; es ist daher nicht sinnvoll, diese Wette abzuschließen.

### Kartenzählen

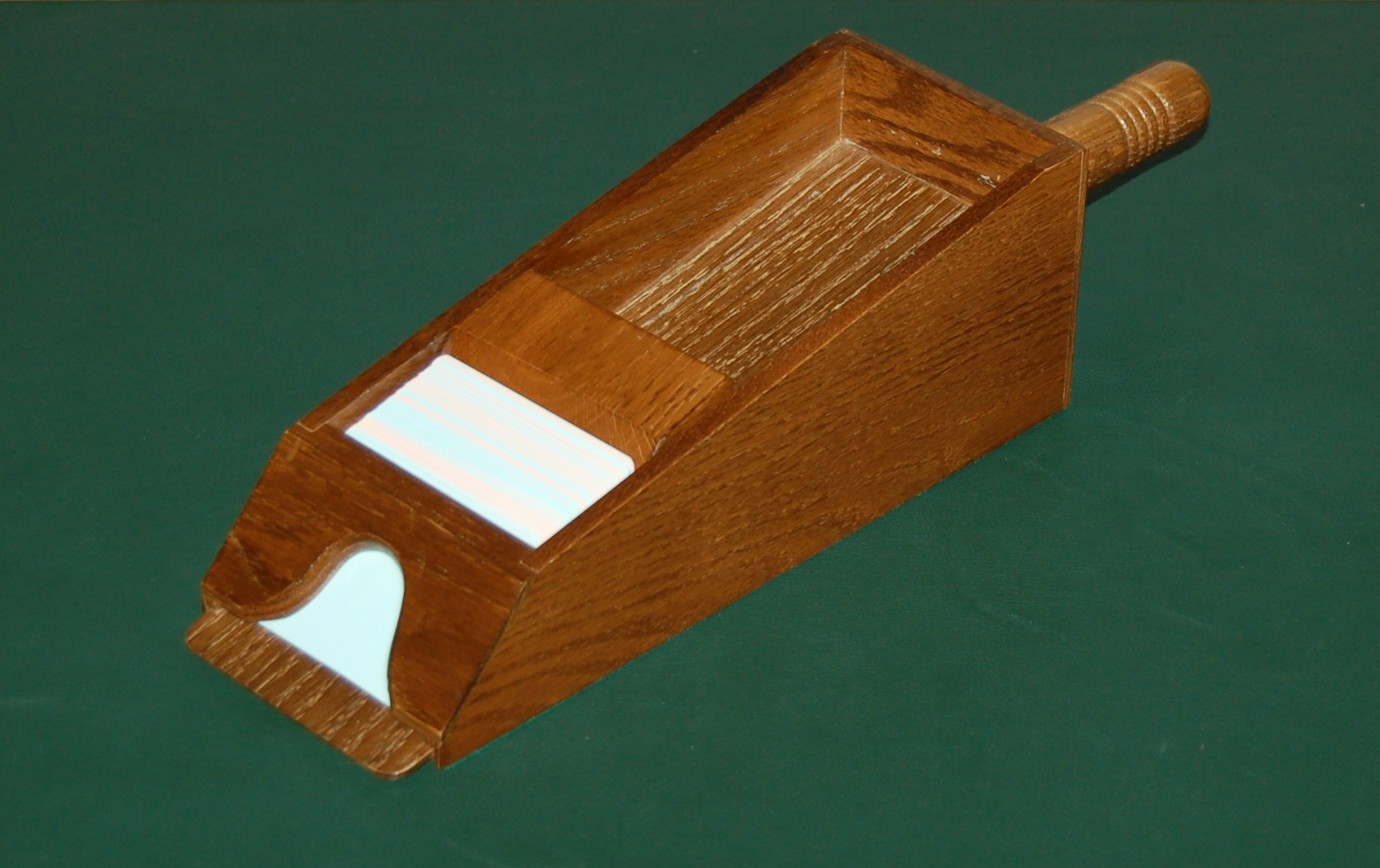
Kartenschlitten

Früher war es üblich, dass die in einem Spiel benutzten Karten beiseitegelegt wurden und im nächsten Spiel die Karten vom Reststapel aus dem Kartenschlitten gezogen wurden. War der Stapel zu ungefähr drei Viertel abgespielt, wurden die abgelegten Karten mit dem restlichen Talon neu gemischt, und eine neue Taille begann.
Auf diese Weise war die Zusammensetzung des Kartenstapels in den einzelnen Spielen sehr unterschiedlich. Kamen zum Beispiel im ersten Coup nach dem Mischen nur wenige hohe Karten, so wurde die Wahrscheinlichkeit für das Fallen hoher Karten im nächsten Coup natürlich größer.
Der US-amerikanische Mathematiker Edward O. Thorp entwickelte 1961 ein Spielsystem, mit dessen Hilfe man als Spieler einen Vorteil gegenüber der Spielbank erlangte. 1962 veröffentlichte Thorp eine ausführlichere Version als Buch Beat the Dealer. Als Spieler konnte man durch Mitzählen der hohen Karten (Card counting) vorteilhafte Zusammensetzungen des Kartenstapels erkennen und in diesen Fällen einen höheren Einsatz riskieren.
Es gibt unterschiedliche Versionen des Kartenzählens. In aller Regel ist es jedoch nicht notwendig, die Karten jedes einzelnen Wertes zu zählen, es reicht die Unterscheidung in niedrige (low) und hohe (high) Karten. Bei einer gängigen Variante gelten die Werte von 2 bis 6 als "low" und 10er, Bildkarten und Asse als "high".
Ein Deck, bei dem bereits viele niedrige Karten gefallen sind und das daher noch überdurchschnittlich viele hohe Karten enthält, ist für den Spieler günstiger, da sich der Dealer häufiger überkauft, die Wahrscheinlichkeit für einen Black Jack steigt (auch beim Dealer – im Extremfall könnte der Erwartungswert der Insurance positiv werden) und man z. B. beim Verdoppeln einer Hand mit 10 oder 11 Augen (oder auch beim Splitten zweier Asse) häufiger eine gute Hand erhält. Umgekehrt ist ein Deck mit vielen niedrigen Karten nachteilig für den Spieler.
Die Spielbanken setzten daraufhin Gegenmaßnahmen ein:
- Die Anzahl der verwendeten Kartenpakete wurde erhöht; ursprünglich wurde mit nur einem Paket gespielt, später mit vier und heute zumeist mit sechs Paketen. Dies reduziert die Aussagekraft der bereits ausgespielten Karten – wenn vier Asse ausgespielt sind, ist bei nur einem Paket die Wahrscheinlichkeit für ein weiteres Ass null, bei sechs Paketen sind immer noch 20 Asse im Stapel.
- Der Kartenstapel wird nicht mehr bis zum Ende gespielt, sondern es wird ein Viertel bis ein Drittel des Stoßes „abgeschnitten“.
- Die Wahlmöglichkeiten des Spielers wurden zum Teil eingeschränkt (siehe Regel-Varianten).

Trotz dieser Gegenmaßnahmen bot das Kartenzählen dem Spieler weiterhin die Möglichkeit, seine Chancen zu verbessern.
Viele europäische Casinos verwenden nunmehr so genannte Shuffle stars, spezielle Kartenschlitten mit eingebauter Kartenmischmaschine. Die in einem einzelnen Spiel benutzten Karten werden nach dem Coup gleich in den Schlitten zurückgelegt und dort sofort wieder mit den übrigen Karten vermischt – auf diese Weise sind die einzelnen Coups beim Black Jack voneinander unabhängig, so wie die einzelnen Coups beim Roulette. Dadurch ist das Kartenzählen grundsätzlich obsolet.
Entgegen einer gelegentlich kolportierten Behauptung ist Kartenzählen in Casinos nach deutschem Recht (ebenso in den USA) nicht strafbar und auch nicht ordnungswidrig; das schließt aber nicht zwangsläufig aus, dass Casinos gegen identifizierte Kartenzähler ein Hausverbot verhängen.
In den 1970er Jahren gelang es einer Gruppe Bonner Studenten, die Gewinnwahrscheinlichkeit mit Hilfe eines tragbaren Computers zu ihren Gunsten zu ändern. In französischen Casinos wurden die Karten durch sogenanntes „Bogenmischen“, dem Aufteilen der Karten in zwei Stapel und Inanderschieben der beiden Stapel gemischt, das Ergebnis ist nicht zufällig. Die Studenten trugen einen selbst gebastelten Computer am Körper und gaben alle ausgespielten Karten ein. In bestimmten Situationen berechnete der Computer eine für den Spieler günstige Wahrscheinlichkeit, eine Karte zu nehmen oder nicht. Die Gruppe setzte ihren Strategie mehrfach erfolgreich ein.

### Third base
Ein weit verbreiteter Irrglaube beim Black Jack ist die Meinung, dass der Spieler, der unmittelbar zur Rechten des Croupiers sitzt – diese Position am Spieltisch wird Third base genannt – mit seiner Spielweise das Resultat des Croupiers beeinflussen kann. Schließlich würde ja eine von ihm verlangte Karte andernfalls der Croupier erhalten bzw. erhält der Croupier die Karte, die er nicht mehr kauft.
Da aber die nächste Karte nicht bekannt ist, lässt sich für den Spieler aus dieser Position am Spieltisch kein Vorteil ziehen.
Als Spieler wird man an diesem Platz aber häufig von den übrigen Teilnehmern für die Spielweise kritisiert, weshalb dieser Platz eher gemieden wird.

## Varianten
- Black Jack Switch
- Double Attack Blackjack
- Down Under Blackjack
- Double Exposure
- Face Up Blackjack
- Free Bet Blackjack
- Pontoon
- Spanish 21
- Super Fun 21
- War Blackjack
- Zappit